# Дмитриевское сельское поселение (Яковлевский район)
Дми́триевское се́льское поселе́ние — упразднённое муниципальное образование в Яковлевском районе Белгородской области.
Административный центр — село Дмитриевка.
19 апреля 2018 года упразднено при преобразовании Яковлевского района в городской округ.

## История
Дмитриевское сельское поселение образовано 20 декабря 2004 года в соответствии с Законом Белгородской области № 159.

## Население
| 2010  | 2011  | 2012  | 2013  | 2014  | 2015  | 2016  |
| ----- | ----- | ----- | ----- | ----- | ----- | ----- |
| 1142  | ↘1137 | ↘1120 | ↘1102 | ↘1086 | ↗1090 | ↘1079 |
| 2017  | 2018  |       |       |       |       |       |
| ↘1077 | ↘1065 |       |       |       |       |       |

## Состав сельского поселения
| № | Населённый пункт | Тип населённого пункта       | Население |
| - | ---------------- | ---------------------------- | --------- |
| 1 | Дмитриевка       | село, административный центр | ↘1002     |
| 2 | Дуброва          | хутор                        | ↘4        |
| 3 | Ольховка         | село                         | ↘119      |
| 4 | Сырцево          | хутор                        | ↘17       |